# Ernő Bánk
Ernő Bánk (ur. 1 stycznia 1883 w Szalmatercs, zm. 17 lipca 1962 w Budapeszcie) – węgierski malarz, nauczyciel, portrecista.
Erno urodził się we wsi Szalmatercs na Węgrzech 1883 roku. Szkołę podstawową oraz liceum ukończył w swojej wsi. W wieku 18 lat rozpoczął kurs nauczycielski który pozwolił mu na nauczanie uczniów w gimnazjum. W wieku 23 lat rozpoczął studia na uniwersytecie budapeszteńskim na wydziale geografii. W 1915 roku otrzymał doktorat z tego przedmiotu, a także uzyskał tytuł licencjata z historii. Oprócz studiów Erno uczęszczał zaocznie do szkoły malarskiej, gdzie uczył się sztuki pod okiem takich malarzy jak Henrik Pap oraz Bela Sandor. W 1911 roku wstąpił do towarzystwa artystycznego „Salony Narodowe”, a także był regularnym gościem wystaw malarskich oraz innych artystycznych wydarzeniach.
Pomiędzy 1914 a 1918 roku pracował dla muzeum historii wojskowej malując obrazy żołnierzy walczących na froncie I wojny światowej. Po zakończeniu wojny wstąpił do Obywatelskiej Partii Radykalnej, będąc jej sekretarzem na szóstą dzielnicę Budapesztu.
W 1925 roku związał się z ówczesną bohemą artystyczną Węgier, w skład której wchodzili tacy artyści jak Vilmos Aba Novák oraz Károly Patkó.
W 1927 roku blisko współpracował zarówno Aba Novakiem, jak i Karolem Patkó z którym namalował kilka znanych obrazów. W 1928 roku do grupy artystycznej dołączyli Jenő Barcsay oraz Eszter Mattioni. Na przełomie 1927–1928 jego prace były wystawiane m.in. na budapeszteńskiej wystawie krajobrazowej, a także w budapeszteńskiej galerii sztuki. Otrzymał także nagrodę towarzystwa Szinnyei Merse Pála.
W latach 30. stworzył setki portretów, a także miniatur, które były jego charakterystycznym stylem. W latach 40. związany ponownie z „Salonami Narodowymi”, a także stowarzyszeniem wolnych artystów.
W 1978 została zorganizowana wystawa w Węgierskiej Galerii Narodowej ku czci jego pamięci, a w 1984 otwarto muzeum poświęcone jego pracom.